# Perlaugen
Die Perlaugen (Scopelarchidae) sind eine Familie von Tiefseefischen aus der Ordnung der Eidechsenfischverwandten (Aulopiformes). Die Fische leben mit Ausnahme des Mittelmeers und des Arktischen Ozeans in allen Weltmeeren. Ausgewachsene Perlaugen halten sich vor allem in Tiefen von 500 bis 1000 Metern auf, die Larven zwischen 100 und 200 Metern. Sie ernähren sich räuberisch von anderen meso- und bathypelagischen Fischen, zum Beispiel von Borstenmäulern oder Laternenfischen.

## Merkmale
Perlaugen werden, je nach Art 3,6 bis 23 Zentimeter lang. Sie haben große, direkt nach oben, oder seitlich nach oben gerichtete Tubusaugen. Die Zunge ist stark und mit Zähnen bedeckt. Ihr ganzer Körper und die Kopfregion hinter den Augen ist von Cycloidschuppen bedeckt. Entlang des Seitenlinienorgans befinden sich 40 bis 65 Schuppen. Sie haben 40 bis 65 Wirbel. Eine Schwimmblase fehlt.
Flossenformel: Dorsale 5–10, Anale 17–39, Pectorale 18–28

## Gattungen und Arten

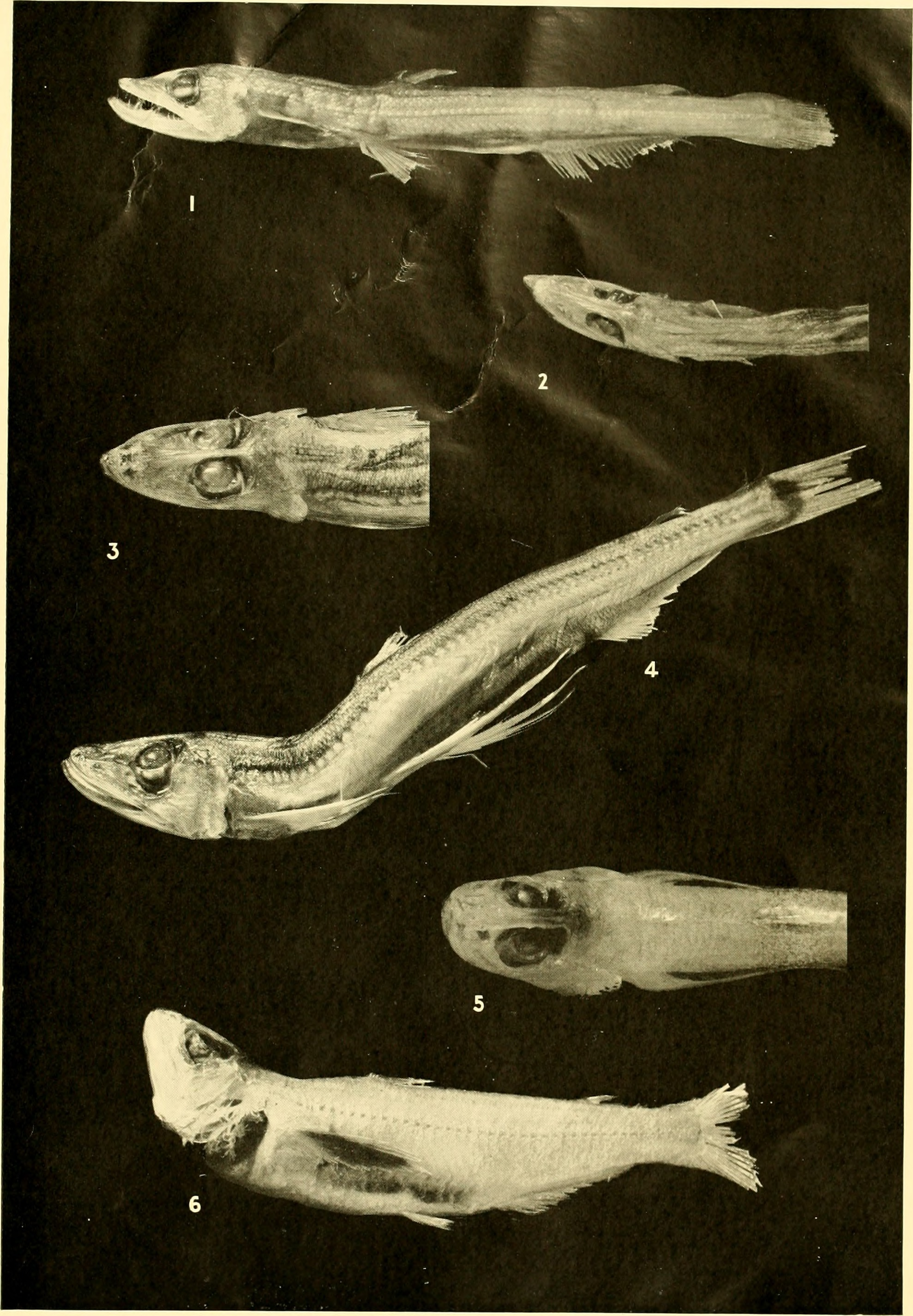
1 u. 2 – Benthalbella elongata
3 u. 4 – Benthalbella infans
5 u. 6 – Scopelarchus michaelsarsi

Es gibt 18 Arten in fünf Gattungen:
- Gattung Benthalbella
  - Benthalbella dentata
  - Benthalbella elongata
  - Benthalbella infans
  - Benthalbella linguidens
- Gattung Lagiacrusichthys
  - Lagiacrusichthys macropinna
- Gattung Rosenblattichthys
  - Rosenblattichthys alatus
  - Rosenblattichthys hubbsi
  - Rosenblattichthys nemotoi
  - Rosenblattichthys volucris
- Gattung Scopelarchoides
  - Scopelarchoides climax
  - Scopelarchoides danae
  - Scopelarchoides kreffti
  - Scopelarchoides nicholsi
  - Scopelarchoides signifer
- Gattung Scopelarchus
  - Scopelarchus analis
  - Scopelarchus guentheri
  - Scopelarchus michaelsarsi
  - Scopelarchus stephensi